# تجميع جزيئي فائق

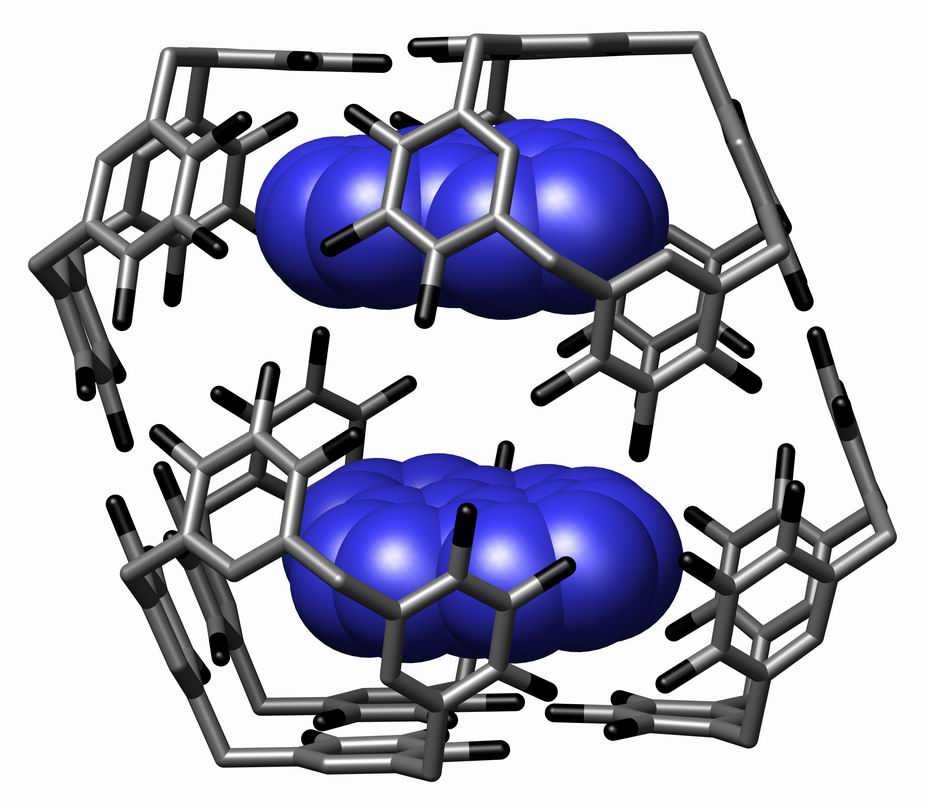
مثالاً للتجميع الجزيئي الفائق كما ورد عن آت وود ومعاونيه، في دورية سينس Science 2005 ص 309 2073.

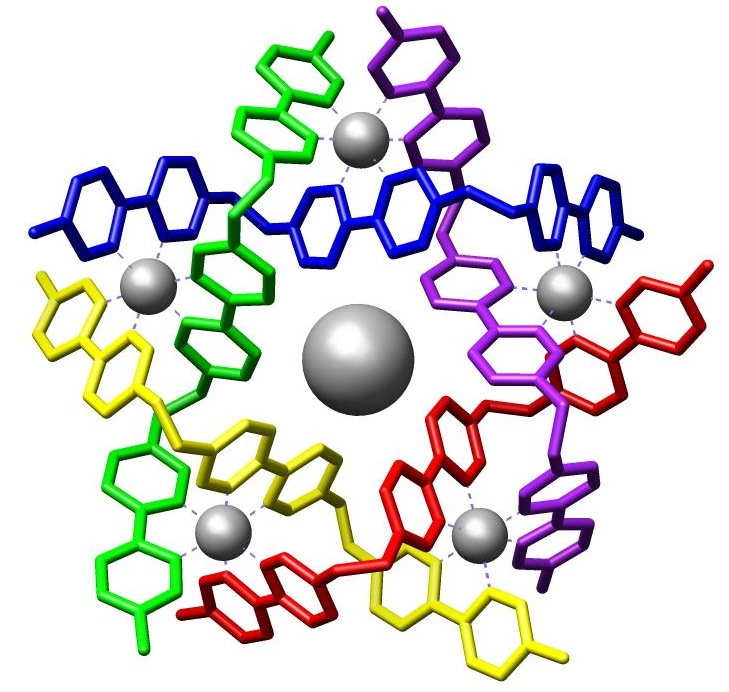
مثالاً للتجميع الجزيئي الفائق كما ورد عنجون ماري لين ومعاونيه في Chem., Int. Ed. Engl. 1996, 35, 1838-1840.

يُمَثِلُ  التجميع الذاتي الفائق  (بالإنجليزية:  supramolecular assembly)‏ أو  «الجزيئات الضخمة»  (بالإنجليزية:  supermolecule)‏ مركباً محدد جيداً من الجزيئات المعقودة معاً بواسطة الروابط النانوية المتكافئة (بالإنجليزية: noncovalent bond)‏. ففي حين أنه من الممكن أن يتركب التجميع الجزيئي الفائق ببساطة من جزيئين (على سبيل المثال، لولبيات الحمض النووي المزدوجة (بالإنجليزية: DNA double helix)‏ أو مركب تضمين (بالإنجليزية: inclusion compound)‏)، إلا أنه غالباً ما يُسْتَخْدَمُ للإشارة إلى مركبات الجزيئات الأكبر حجماً والتي تُشَكِلُ أصنافاً كروية، قضيبية، أو صفائحية الشكل. هذا وتتراوح أبعاد التجميعات الجزيئية الفائقة من النانومترات إلى الميكرومترات. ومن ثم فهي تسمح بالولوج إلى العناصر النانوية باستخدام منهجية أسفل –أعلى (بالإنجليزية: bottom-up)‏ في الخطوات الأكثر بُعداً عن الجزيء الواحد المفرد ذا الأبعاد الشبيهة.
ويطلق على العمية التي يتم من خلالها تكوين التجميعات الجزيئية الفائقة عملية التجميع الذاتي الجزيئي. في حين يحاول البعض تمييز عملية التجميع الذاتي (بالإنجليزية: self-assembly)‏ على أنها عملية تُشَكِّلُ فيها الجزيئات المفردة مصفوفةً محددةً. ومن ثم، فإن التنظيم الذاتي (بالإنجليزية: Self-organization)‏ هو عبارة عن عمليةٍ تشكل فيها تلك المصفوفات المُجَمَّعة هياكلٍ وبناياتٍ أعلى ترتيباً. وقد تُمَثِّلُ مثل تلك العملية أهميةً ما في حالة التحدث عن البلورة السائلة (بالإنجليزية: liquid crystal)‏ وكتل مبلمرات التساهمية (بالإنجليزية: block copolymer)‏.

## التطبيقات
تخضع التجميعات الجزيئية الفائقة للبحث والاستقصاء كموادٍ جديدةٍ في العديد من المجالات المتنوعة. فعلى سبيل المثال، أظهر Samuel Stupp ومعاونيه في جامعة الشمال الغربي (بالإنجليزية: Northwestern University)‏ أنه يمكن استخدام تجميع أمفيفيل الببتيد (بالإنجليزية: peptide amphiphiles)‏ الجزيئي الفائق على شكل الألياف النانوية لتحفيز نمو الخلايا العصبية (العصبونات). مما يجعل من مزايا منهجية التجميع الذاتي الفائق تلك العظيمة أن الألياف النانوية ستعود متراجعةً إلى جزيئات الببتيد المفردة والتي يستطيع الجسم تكسيرها.
ومن الأمثلة الأخرى على تطبيقات التجميع الذاتي الفائق في واجة علم الأحياء / علم المواد التفاعلية ذلك المرتبط بالتجميع الذاتي لثننائيات الببتيدات الشجيرية (بالإنجليزية: self-assembling dendritic dipeptides)‏، والتي تسفر عن تشكيل تجميعاتٍ جزيئيةٍ فائقةٍ اسطوانيةٍ مجوفة من الداخل، سواءً في المحاليل أو الكتلة. وتتسم تلك التجميعات الأسطوانية بـأن لها ترتيباً نظامياً حلزونياً داخلياً بالإضافة إلى أنها منظمة ذاتياً إلى شباكٍ بلوريةٍ سائلةٍ عموديةٍ. هذه وتتوسط التجميعات الأسطوانية المسامية نقل البروتونات عبر الغشاء عندما يتم حقنها أو دمجها داخل الأغشية الوعائية.
كما اِسْتُخْدِمَت كذلك الأغصان ذاتية التجميع لتشكيل مصفوفات الأسلاك النانوية. حيث تتألف مركبات متبرع- مستقبل الإلكترون على محور التجميعات الجزيئية الفائقة، والتي تنتظم ذاتياً إلى ما هو ابعد من ذلك، إلى شباكٍ عموديةٍ بلوريةٍ سائلةٍ ثنائية الأبعاد. وهنا يقوم كل تجمع من التجمعات الجزيئية الفائقة الأسطوانية بوظيفة السلك المفرد. وهنا اُكْتُسِبَت تنقلات حامل الشحنة العالية للثقوب والإلكترونات.